# Русалівська сільська рада
Русалі́вська сільська́ ра́да — колишня адміністративно-територіальна одиниця та орган місцевого самоврядування в Маньківському районі Черкаської області. Адміністративний центр — село Русалівка.

## Загальні відомості
- Населення ради: 737 осіб (станом на 2001 рік)

## Населені пункти
Сільській раді були підпорядковані населені пункти:
- с. Русалівка

## Склад ради
Рада складалась з 14 депутатів та голови.
- Голова ради: Раш Людмила Станіславівна
- Секретар ради: Онуфрієнко Оксана Іванівна

### Керівний склад попередніх скликань
| Прізвище, ім'я, по батькові | Основні відомості                                                 | Дата обрання | Дата звільнення |
| --------------------------- | ----------------------------------------------------------------- | ------------ | --------------- |
| Білецька Лідія Василівна    | Сільський голова, 1956 року народження, позапартійна              | 26.03.2006   | 31.10.2010      |
| Раш Людмила Станіславівна   | Сільський голова, 1963 року народження, освіта вища, позапартійна | 31.10.2010   |                 |

Примітка: таблиця складена за даними сайту Верховної Ради України

### Депутати
За результатами місцевих виборів 2010 року депутатами ради стали:

#### За суб'єктами висування
| Суб'єкт висування                                       | Кількість обраних депутатів | %    |
| ------------------------------------------------------- | --------------------------- | ---- |
| Політична партія Всеукраїнське об'єднання «Батьківщина» | 5                           | 35,7 |
| Народна партія                                          | 4                           | 28,6 |
| Партія регіонів                                         | 4                           | 28,6 |
| Політична партія «Наша Україна»                         | 1                           | 7,1  |

#### За округами
| № округу                                                | Прізвище, ім'я, по батькові    | Дата визнання обраним | Освіта             | Партійна приналежність | Відомості про обраного депутата                                  |
| ------------------------------------------------------- | ------------------------------ | --------------------- | ------------------ | ---------------------- | ---------------------------------------------------------------- |
| Народна Партія                                          |                                |                       |                    |                        |                                                                  |
| 4                                                       | Онуфрієнко Оксана Іванівна     | 04.11.2010            | середня спеціальна | позапартійна           | Русалівська загальноосвітня школа І-ІІІ ст., педагог організатор |
| 6                                                       | Лавриненко Олег Леонідович     | 04.11.2010            | вища               | позапартійний          | ТОВ «Автодор», директор                                          |
| 12                                                      | Зануда Олена Григорівна        | 04.11.2010            | середня            | позапартійна           | пенсіонер                                                        |
| 13                                                      | Зануда Павло Миколайович       | 04.11.2010            | середня            | позапартійний          | ТОВ Автодор, механізатор                                         |
| Партія регіонів                                         |                                |                       |                    |                        |                                                                  |
| 1                                                       | Косар Валентин Васильович      | 04.11.2010            | середня            | позапартійний          | Русалівська загальноосвітня школа І-ІІІ ст., слюсар              |
| 8                                                       | Зануда Микола Оверкійович      | 04.11.2010            | середня            | позапартійний          | ТОВ «Автодор», механізатор                                       |
| 9                                                       | Євтушенко Костянтин Михайлович | 04.11.2010            | середня            | позапартійний          | приватний підприємець                                            |
| 10                                                      | Грабовий Руслан Васильович     | 04.11.2010            | середня спеціальна | позапартійний          | фермерське господарство «Заріччя», голова СФГ                    |
| Політична партія Всеукраїнське об'єднання «Батьківщина» |                                |                       |                    |                        |                                                                  |
| 3                                                       | Андрущенко Тетяна Миколаївна   | 04.11.2010            | середня            | позапартійна           | Управління соціальногозахисту населення, соціальний працівник    |
| 5                                                       | Ужвенко Тамара Григорівна      | 04.11.2010            | вища               | позапартійна           | Русалівський ВПЗ, начальник ВПЗ                                  |
| 7                                                       | Візіренко Валерій Михайлович   | 04.11.2010            | середня            | позапартійний          | тимчасово не працює                                              |
| 11                                                      | Півень Іван Іванович           | 04.11.2010            | середня            | позапартійний          | фермерське господарство «Білецького», механізатор                |
| 14                                                      | Лахманюк Тетяна Іванівна       | 04.11.2010            | середня            | позапартійна           | тимчасово не працює                                              |
| Політична партія «Наша Україна»                         |                                |                       |                    |                        |                                                                  |
| 2                                                       | Гончар Ольга Анатоліївна       | 04.11.2010            | середня спеціальна | позапартійна           | Русалівська сільська рада, секретар сільської ради               |